# Corina Crețu
Corina Crețu (Bukarest, 1967. június 24. –) román politikus, a PRO Romania párt tagja, 2014 és 2019 között az Európai Bizottság regionális politikáért felelős biztosa.

## Pályafutása
1989-től 1990-ig egy balázsfalvi üzemben dolgozott közgazdászként. 1990 és 1992 között újságíróként dolgozott.
1992-től 1996-ig Ion Iliescu román elnök kabinetjében a szóvivői iroda munkatársa volt. 1996-ban belépett a Román Szociáldemokrata Pártba (Partidul Social Democrat Român, PSDR). 2000-től 2004-ig, Iliescu második elnöki ciklusa alatt elnöki tanácsadó és szóvivő volt. 2004-ben Románia Szenátusának tagjává választották.
2007. január 1-jével, Románia Európai Unióhoz való csatlakozását követően az Európai Parlament képviselője lett; 2009-ben és 2014-ben is újraválasztották. A Szocialisták és Demokraták Progresszív Szövetsége frakciójához csatlakozott. 2013-ban a Szociáldemokrata Párt alelnöke lett. 2014 júniusától októberéig az Európai Parlament alelnöke volt; ekkor az Európai Bizottság regionális politikáért felelős biztosa lett.
2019 márciusában csatlakozott a PRO Romania párthoz.